# Fesikh
El fesikh (en àrab: فسيخ) és un plat típic d'Egipte fet amb peix, concretament amb la Llisa llobarrera que els pescadors de la zona capturen tant a la mar Mediterrània com a la Mar Morta. És un plat on el peix està en la forma semipútrida, que després s'asseca i es sala.
La preparació d'aquest plat es basa en assecar el peix al sol abans de preservar-lo en sal. És un procés molt llarg i elaborat, i és una tradició que passa de pares a fills. Aquest plat es remunta als temps del Faraons degut a que a la primavera el retrocés del Riu Nil deixava molts peixos d'aquesta espècie sobre el llim fent el procés de la putrefacció.
Per altra banda, si aquest plat no es prepara com toca, pot causar és intoxicació per botulisme i inclús la mort, encara que aquests últims són casos aïllats.